# Amtsvogtei Seligenstadt
Die Amtsvogtei Seligenstadt war ein Amt des Kurfürstentums Mainz und später als Amt Seligenstadt des Großherzogtums Hessen.

## Geschichte

### Vorgeschichte
Ab 1063 gehörte das Kloster Seligenstadt zum Besitz der Mainzer Erzbischöfe, denen König Heinrich IV. es als Eigenkloster übergeben hatte. Die Verwaltung des Klosterbesitzes und dessen Territorialisierung übernahm deshalb das Kurfürstentum Mainz. Daraus entstand dessen Amt mit der Bezeichnung Amtsvogtei Seligenstadt. In Mittelalter und Früher Neuzeit waren Ämter eine Ebene zwischen den Gemeinden und der Landesherrschaft. Die Funktionen von Verwaltung und Rechtsprechung waren hier nicht getrennt. 

### Kurmainz
In Kurmainzer Zeit das Fautheiamt Seligenstadt dem Vizedomamt Aschaffenburg nachgeordnet. Im 16. Jahrhundert bestand es aus Klein-Welzheim, Mainflingen, Zellhausen, Froschhausen und Klein-Krotzenburg. 1772 wurden die Orte Stockstadt, Dettingen, Kleinostheim und Mainaschaff ebenfalls dem Fautheiamt Seligenstadt zugeordnet.
Im Rahmen der Verwaltungsreform von 1782 wurde das Fautheiamt Seligenstadt in Amtsvogtei Seligenstadt umbenannt und organisatorisch eine Untereinheit des Oberamtes Steinheim und dem Vizedomamt Rheingau nachgeordnet. Damit verbunden waren erneut Änderungen im Zuschnitt.
In der Amtsvogtei Seligenstadt galt das zuletzt im ganzen Kurstaat formal 1755 noch einmal eingeführte Mainzer Landrecht als Partikularrecht. Das Gemeine Recht galt darüber hinaus, soweit das Mainzer Landrecht spezielle Regelungen für einen Sachverhalt nicht enthielt. Es blieb auch während des gesamten 19. Jahrhunderts weiter in Geltung, als das Gebiet zum Großherzogtum Hessen gehörte. Erst zum 1. Januar 1900 wurde das Partikularrecht von dem einheitlich im ganzen Deutschen Reich geltenden Bürgerlichen Gesetzbuch abgelöst.

### Hessen
Im Reichsdeputationshauptschluss wurde Kurmainz 1803 aufgelöst und das Oberamt Steinheim mit der Amtsvogtei Seligenstadt der Landgrafschaft Hessen-Darmstadt zugeschlagen, die 1806 in „Großherzogtum Hessen“ umbenannt wurde. Die Bezeichnung der Behörde änderte sich in „Amt Seligenstadt“.
Mit der Ausführungsverordnung vom 9. Dezember 1803 wurde das Gerichtswesen der beiden oberen Instanzen neu organisiert. Die Ämter – so auch im Amt Seligenstadt – blieben die erste Instanz der Rechtsprechung in Zivilsachen. 1821 kam es zu einer Justiz- und Verwaltungsreform, mit der auch die Trennung der Rechtsprechung von der Verwaltung auf unterer Ebene umgesetzt wurde. Die Ämter wurden aufgelöst, ihre Aufgaben hinsichtlich der Verwaltung neu gebildeten Landratsbezirken, die erstinstanzliche Rechtsprechung Landgerichten übertragen. Das Amt Seligenstadt wurde hinsichtlich der Verwaltung dem Landratsbezirk Seligenstadt, hinsichtlich der Rechtsprechung dem Landgericht Steinheim zugeteilt.

## Umfang
Zur Amtsvogtei und Amt Seligenstadt gehörten:
- Froschhausen
- Hainhausen
- Jügesheim
- Klein-Krotzenburg
- Klein-Welzheim
- Mainflingen
- Rembrücken
- Seligenstadt
- Weiskirchen
- Zellhausen